# Cork Airport
Cork Airport (Iers: Aerfort Chorcaí) is een luchthaven in Ierland. Het ligt aan de zuidkant van Cork. Het is de tweede luchthaven van het land, na Dublin Airport. In 2022 handelde Cork ruim 2,2 miljoen passagiers af.